# Andrea Baldini
Andrea Baldini (Livorno, 19 dicembre 1985) è uno schermidore italiano, specializzato nel fioretto. Atleta dell'Aeronautica Militare, nato e cresciuto nel Circolo Scherma Fides Livorno, è campione olimpico, mondiale ed europeo.

## Carriera

### 2001 - 2005: gli esordi e i primi successi
Le vittorie nel fioretto, al fianco del suo maestro Paolo Paoletti, arrivano già nelle gare giovanili - successi ai campionati europei e mondiali - come l'argento individuale alla rassegna iridata di Linz 2005 e numerose vittorie nelle prove di Coppa del Mondo juniores.
Debutta in Coppa del Mondo Assoluta nella stagione 2003/2004 ed ottiene uno straordinario secondo posto nella tappa assoluta di Vienna a soli 18 anni. Nella stagione successiva, vince la sua prima tappa di Coppa del Mondo assoluta ad Espinho, Portogallo. Si susseguono poi l'oro individuale ed il bronzo a squadre all'Universiade di Smirne, nonché il bronzo individuale e l'oro a squadre agli europei di Zalaegerszeg. Questi risultati, a soli 19 anni, lo proiettano definitivamente nel quartetto della nazionale titolare. La conferma giunge al mondiale di Lipsia: argento a squadre, sesto nell'individuale.

### Dal 2006 al 2008
Nel 2006 è terzo nella classifica generale di Coppa del Mondo, anche grazie all'argento individuale conquistato ai mondiali di Torino: nella rassegna iridata – che gli vale anche un bronzo a squadre – viene sconfitto solo in finale dal tedesco Peter Joppich per 15 a 14.
Nella stagione 2007 conquista la vetta del ranking mondiale grazie all'oro di Seoul, all'argento dell'Avana e dei Campionati del mondo di San Pietroburgo, ai bronzi di Bonn, Espinho ed Il Cairo. Il 2 luglio conquista il primo titolo europeo assoluto individuale a Gand e con esso la qualificazione alla sua prima Olimpiade. Baldini, tuttavia, non prenderà parte ai Giochi, escluso a pochi giorni dalla partenza per Pechino da un controverso caso di positività ad un diuretico. Il 10 aprile del 2009 la Federazione internazionale, tenuto conto anche delle conclusioni della giustizia ordinaria, riconosce la buona fede dell'atleta ed il presunto sabotaggio della sua borraccia, e ne consente il ritorno in pedana.
Andrea Baldini, insieme alla giornalista della Gazzetta dello Sport Marisa Poli, scriverà un libro sull'intera vicenda intitolato "Pechino: La città proibita".

### 2009, il ritorno
Rientrato a metà' stagione, in soli sei mesi, Andrea Baldini si riprende il primo posto nel ranking mondiale, vincendo 2 prove di Coppa del Mondo e l'oro individuale e a squadre sia agli europei di Plovdiv che ai mondiali di Antalya, Turchia.Sul podio, mostra una bandiera italiana con sopra scritto il testo di Bob Dylan "The Hurricane". Diventerà così l'unico fiorettista della storia ad essere riuscito ad ottenere nella stessa stagione quattro ori e la vittoria finale in Coppa del Mondo.

### 2010 - 2011
L'anno successivo, il 2010, giunge la vittoria individuale e a squadre ai Campionati europei di Lipsia e l'argento in Coppa del Mondo a Venezia. Nella stagione successiva vince la prova di Coppa del Mondo a Seoul, e bissa il successo in quella successiva a San Pietroburgo. A giugno 2011 è ancora oro a squadre ai Campionati Europei di Sheffield e bronzo nella prova individuale.

### I Giochi della XXX Olimpiade di Londra
Il 31 luglio 2012, Andrea Baldini sale in pedana per la sua prima Olimpiade. Al termine della gara individuale, però, rimane ai piedi del podio dopo la sconfitta in semifinale con il futuro campione olimpico Lei Sheng e perdendo l'assalto per il bronzo (15-14) in favore del coreano Choi Byung-chul.
La possibilità di riscatto arriva pochi giorni più tardi.Il 5 agosto 2012, dopo i titoli iridati ed europei, arriva anche la medaglia d'oro olimpica. La compagine azzurra del commissario tecnico Stefano Cerioni, composta da Valerio Aspromonte, Andrea Baldini, Andrea Cassarà e Giorgio Avola, sconfigge in finale il Giappone, col punteggio di 45-39, concedendo come sempre ad Andrea Baldini l'onore e l'onere dell'ultimo assalto, in questo caso regolato contro Yūki Ōta.

### Verso Rio 2016
Il 2013 per Andrea Baldini si apre con una buona serie di risultati, tanto da portarlo nuovamente in vetta al ranking mondiale, un avvio di stagione coronato da due successi in Coppa del Mondo (Parigi e Bonn) ed un bronzo individuale agli europei di Zagabria. Il 12 agosto 2013 vince l'oro a squadre ai mondiali di Budapest, dopo aver sconfitto in semifinale la Russia dell'ex CT Stefano Cerioni: in questo match Baldini eredita una situazione difficile, con gli avversari in vantaggio 43-41 ad appena 49 secondi dalla fine del tempo, ma con un parziale di 4-1 porta gli azzurri alla vittoria 45-44. Nel 2014 nel fioretto a squadre vince l'argento agli europei di Strasburgo ed il bronzo ai mondiali di Kazan. Nel 2015 vince la medaglia d'oro nel fioretto maschile a squadre ai mondiali di Mosca e si qualifica per i Giochi Olimpici di Rio 2016 dove prenderà parte all'evento a squadre.

## Vita privata
Il 29 luglio 2020 si è unito in matrimonio alla fiorettista Turca Irem Karamete.  Il 10 giugno 2025, a Torino, è nato il loro primo figlio, Roberto.

## Studi ed Impegno sociale
Andrea Baldini ha conseguito una laurea triennale in Scienze Politiche nel 2015 ed un Master di secondo livello in relazioni internazionali presso la Fletcher School of Law and Diplomacy, Tufts University negli Stati Uniti.
Dal 23 aprile 2013 Andrea Baldini è stato testimonial dell'UNICEF nella campagna Vogliamo Zero per l'azzeramento della mortalità infantile sotto i cinque anni.

## Palmarès

### Risultati élite
In carriera ha ottenuto i seguenti risultati:
Giochi olimpici
Individuale
A squadre
- Oro nel fioretto a Londra 2012

Mondiali
Individuale
- Oro nel fioretto ad Antalya 2009
- Argento nel fioretto a Torino 2006
- Argento nel fioretto a San Pietroburgo 2007

A squadre
- Oro nel fioretto a Pechino 2008
- Oro nel fioretto a Budapest 2013
- Oro nel fioretto ad Antalya 2009
- Oro nel fioretto a Mosca 2015
- Argento nel fioretto a Lipsia 2005
- Argento nel fioretto a Parigi 2010
- Bronzo nel fioretto a Torino 2006
- Bronzo nel fioretto a Kazan' 2014

Mondiali militari
Individuale
A squadre
- Bronzo nel fioretto a Grosseto 2005

Europei
Individuale
- Oro nel fioretto a Gand 2007
- Oro nel fioretto a Plovdiv 2009
- Oro nel fioretto a Lipsia 2010
- Bronzo nel fioretto a Zalaegerszeg 2005
- Bronzo nel fioretto a Sheffield 2011
- Bronzo nel fioretto a Zagabria 2013

A squadre
- Oro nel fioretto a Zalaegerszeg 2005
- Oro nel fioretto a Plovdiv 2009
- Oro nel fioretto a Lipsia 2010
- Oro nel fioretto a Sheffield 2011
- Oro nel fioretto a Legnano 2012
- Argento nel fioretto a Strasburgo 2014
- Argento nel fioretto a Toruń 2016
- Bronzo nel fioretto a Copenaghen 2004
- Bronzo nel fioretto a Gand 2007

Universiadi
Individuale
- Oro nel fioretto a Smirne 2005

A squadre
- Argento nel fioretto a Smirne 2005

Coppa del mondo
Classifica individuale
- nella classifica generale del fioretto 2006-07
- nella classifica generale del fioretto 2008-09
- nella classifica generale del fioretto 2005-06
- 5º nella classifica generale del fioretto 2004-05
- 5º nella classifica generale del fioretto 2007-08
- 5º nella classifica generale del fioretto 2010-11
- 6º nella classifica generale del fioretto 2011-12
- 6º nella classifica generale del fioretto 2012-13
- 7º nella classifica generale del fioretto 2009-10
- 12º nella classifica generale del fioretto 2013-14
- 33º nella classifica generale del fioretto 2015-16
- 38º nella classifica generale del fioretto 2014-15

Classifica a squadre
Prove individuali
- 2004-2005 -  (Espinho)
- 2005-2006 -  (Venezia, San Pietroburgo, Valencia),  (Seul, Il Cairo)
- 2006-2007 -  (Seul),  (L'Avana),  (Bonn, Espinho, Il Cairo)
- 2007-2008 -  (Parigi),  (L'Avana),  (La Coruña, San Pietroburgo, Shanghai, Tokyo)
- 2008-2009 -  (Montréal, Vargas),  (Tokyo)
- 2009-2010 -  (Venezia)
- 2010-2011 -  (San Pietroburgo, Seul)
- 2011-2012 -  (Bonn, Venezia)
- 2012-2013 -  (Parigi, Bonn),  (Venezia)
- 2013-2014 -  (San Pietroburgo),  (Bonn)
- 2014-2015 -  (San Francisco)
- 2015-2016 -  (San Pietroburgo)

Prove a squadre
Campionati Italiani
Individuale
- Oro nel fioretto a Napoli 2007
- Oro nel fioretto ad Acireale 2014
- Argento nel fioretto a Roma 2016

A squadre
- Oro nel fioretto a Siracusa 2010
- Oro nel fioretto a Livorno 2011
- Oro nel fioretto a Bologna 2012
- Oro nel fioretto a Torino 2015
- Oro nel fioretto a Gorizia 2017
- Argento nel fioretto a Tivoli 2009
- Argento nel fioretto a Milano 2018
- Bronzo nel fioretto a Conegliano Veneto 2002
- Bronzo nel fioretto ad Acireale 2014
- Bronzo nel fioretto a Cassino 2021

### Risultati giovani
Mondiali giovanili
Individuale
- Argento nel fioretto a Linz 2005

A squadre
- Oro nel fioretto a Trapani 2003
- Argento nel fioretto a Plovdiv 2004

Europei giovanili
Individuale
A squadre
- Argento nel fioretto a Conegliano 2002
- Argento nel fioretto a Parenzo 2003

Campionati Italiani U17
Individuale
- Oro nel fioretto nel 2002
- Oro nel fioretto nel 2000
- Oro nel fioretto nel 1998

A squadre